# DJI Neo
Die DJI Neo ist eine ferngesteuerte ultrakompakte Quadcopter-Selfie-Drohne, hergestellt vom chinesischen Technologieunternehmen DJI.

## Design und Entwicklung
Modellnummer DN1A0626
Die Neo wurde am 5. September 2024 vorgestellt. Dabei handelt es sich mit einem Gewicht von 135 Gramm um die leichteste Drohne, die der Hersteller bisher (Stand:2025) auf den Markt gebracht hat. Dadurch ist die Drohne auch zu Handstart und -landung geeignet. Sie ist aufgrund ihres geringen Gewichtes ein UAS der Klasse C0. Die Drohne kann per Spracheingabe, App oder RC Steuerung ferngesteuert werden. Der Einsatzzweck sind Vlogs und Selfies. Mit entsprechender Brille kann die Drohne ebenfalls aus der Ich-Perspektive geflogen werden. Die Videoübertragung erfolgt per OcuSync 4. Die Neo gilt als Nachfolger der 2017 erschienenen DJI Spark, die jedoch mit einem Gewicht von 300 Gramm wesentlich schwerer war.

## Technische Daten
Quelle: Website des Herstellers
|                           | DJI Neo                           |
| UAS-Klasse                |                                   |
| Einführungsjahr           | 2024                              |
| Startmasse                | 135 g                             |
| Maße (mit Propeller)      | 130 × 157 × 48,5 mm               |
| max. Flugzeit             | 18 Minuten (ohne Propellerschutz) |
| Hindernisvermeidung       | Abwärts                           |
| max. Flughöhe (N.N)       | 2000 m                            |
| max. Reichweite           | 10 km (FCC) 6 km (CE)             |
| max. Steiggeschwindigkeit | 3 m/s                             |
| max. Sinkgeschwindigkeit  | 2 m/s                             |
| Windwiderstand            | 8 m/s                             |
| max. Geschwindigkeit      | 16 m/s                            |
| max. Fotoauflösung        | 12 MP                             |
| max. Videoauflösung       | 4K/30 fps                         |
| Bildsensor                | 1/2″ CMOS                         |
| Objektiv                  | 14 mm                             |
| Sichtfeld                 | 117,6°                            |
| Blende                    | f/2,8                             |
| Zoom                      | ohne                              |
| Gimbal                    | 1-Achsen                          |
| ISO Foto                  | 100 – 6400                        |
| ISO Video                 | 100 – 6400                        |
| Verschlusszeit            | 1/10 s – 1/16.000 s               |
| Max. Video Bitrate        | 75 Mbit/s                         |
| Fotoformat                | JPEG                              |
| Videoformat               | MP4                               |
| Akku-Art                  | Li-Ion                            |
| Akku                      | 1435 mAh                          |
| Positionsbestimmung       | GPS + Galileo + BeiDou            |
| Übertragungssystem        | OcuSync 4                         |
| Interner Speicher         | 22 GB                             |
| Betriebstemperatur        | −10 bis 40 °C                     |